# Generał José de Urrutia
Generał José de Urrutia (hiszp. El general don José de Urrutia) – obraz olejny hiszpańskiego malarza Francisca Goi. Portret przedstawiający wojskowego José de Urrutię y de las Casas (1739–1809) należy do zbiorów Muzeum Prado w Madrycie.

## Okoliczności powstania
Obraz został zamówiony w 1798 roku przez księstwo Osuny Pedra i Maríę Josefę Pimentel y Téllez-Girón, arystokratów należących do czołowych przedstawicieli hiszpańskiego oświecenia. Roztaczali mecenat nad naukowcami i artystami epoki, do których należał Francisco Goya. W latach 1785–1817 Goya namalował dla nich około 30 dzieł – portrety patronów i ich dzieci, sceny religijne, a także serię obrazów gabinetowych.
Owocem tego mecenatu jest także wizerunek generała Urrutii. Był on jedynym żołnierzem, który nie mając tytułu szlacheckiego osiągnął stopień kapitana-generała dzięki swoim osiągnięciom wojennym. Walczył przeciwko Francuzom w Pirenejach i został mianowany kapitanem-generałemu Katalonii w 1794 roku. Przyjaźnił się z księstwem Osuny, odkąd wyróżnił się w finansowanych przez nich oddziałach piechoty (Infantería de Línea de América). W ostatnich latach życia był marginalizowany, ponieważ poróżnił się z wpływowym sekretarzem stanu Manuelem Godoyem w kwestii reform wojska. W czasie, kiedy powstał portret, nie zajmował już żadnego oficjalnego stanowiska. Obraz zamówiony u prestiżowego nadwornego malarza był formą uznania dla jego zasłużonej osoby. Według pokwitowania z 27 czerwca 1798 Goya otrzymał za portret 6 tys. reali de vellón.

## Opis obrazu
Generał został przedstawiony w całej postaci na tle skalistego pejzażu z szarym burzowym niebem. Jego władcza postura wskazuje, że jest przyzwyczajony do wydawania rozkazów. Ma na sobie mundur kapitana-generała: ciemnoniebieski kaftan podszyty na czerwono, białą kamizelkę, żółte spodnie ze skóry łosia i buty do jazdy konnej. Trzy galony odpowiadające jego wysokiej randze zostały wyhaftowane na mankietach i czerwonej szarfie noszonej w pasie. W lewej ręce trzyma trójgraniasty kapelusz i opiera się o swoją laskę dowódcy, a w prawej ręce ma lornetkę.
Skalisty pejzaż w tle może być nawiązaniem do Kraju Basków, z którego pochodził Urrutia, do służby w Katalonii lub symbolicznie odnosi się do trudów żołnierskiego życia. W oddali widoczne są także jego pułki, dlatego możliwe, że Goya nawiązuje do działań wojennych na Krymie, w których Urrutia odegrał ważną rolę. W uznaniu za kluczowe zajęcie Oczakowa caryca Katarzyna II Wielka w 1789 roku przyznała mu krzyż Orderu Świętego Jerzego. Generał nosi także Złotą Szablę zasługi dla Imperium Rosyjskiego, którą w obecności wojska podarował mu książę Potiomkin. Order Świętego Jerzego jest widoczny w klapie marynarki generała. Urrutia otrzymał w swojej karierze także inne honorowe odznaczenia: krzyż Orderu Karola III i Order Kalatrawy, ale na portrecie chciał być przedstawiony tylko z rosyjskim orderem. Być może pod wpływem goryczy wywołanej odsunięciem od publicznych stanowisk nie chciał eksponować hiszpańskich odznaczeń.
Jest to jeden z najbardziej wnikliwych portretów o psychologicznej głębi namalowanych przez Goyę. Malarz podkreśla zewnętrzne symbole rangi portretowanego: mundur, odznaczenia, laskę i szablę, a jednocześnie zgłębia osobowość i charakter generała. Jego figura jest pełna godności, zawziętości, zdecydowania i autodyscypliny. Twarz nosi ślady życiowych przejść i dokonań związanych z wojskową karierą: rysy są ostre, a na policzkach widać głębokie, pionowe zmarszczki. Spojrzenie jest surowe i zimne, chociaż jest w nim też element życzliwości.
Na skale w prawym dolnym rogu znajduje się inskrypcja: Goya. al General / Urrutia (Goya. Generałowi / Urrutii).

## Technika
Twarz generała nie wyróżnia się znacząco na tle pejzażu. Ponadto światło nie skupia się na twarzy portretowanego, lecz pada na całą postać w niemal jednolity sposób. W ten sposób zostały podkreślone odcienie czerwieni, bieli i żółci, które ożywiające portret i kontrastują z bardziej stonowanymi kolorami krajobrazu. Być może jest to aluzja do pragnienia pozostania w cieniu podczas rządów wpływowego Manuela Godoya. Istnieją liczne podobieństwa w kompozycji z Portretem generała Antonia Ricardosa z 1794 roku.
Podobnie jak na portretach markizy de Pontejos czy Tadei Arias de Enríquez widoczny jest wpływ angielskich portrecistów. Ryciny wykonane na podstawie XVIII-wiecznych brytyjskich portretów były szeroko rozpowszechnione w Europie, zwłaszcza te przedstawiające wojskowych. Typowym elementem tych portretów był pejzaż z burzowym niebem. Elizabeth Trapier wskazuje na podobieństwa z Portretem Sir Johna Sinclaira Henry’ego Reaburna. Reva Wolf uważa, że możliwą inspiracją była rycina wykonana na podstawie Portretu admirała Geroge’a Rodneya Reynoldsa, która ukazała się w Gaceta de Madrid w 1782 roku. Folke Nordström wskazuje na inny portret Reynoldsa przedstawiający majora generała Stringera Lawrence’a. Nawiązanie do angielskiego portretu może być odzwierciedleniem gustu jego zleceniodawców, księstwa Osuny.

## Proweniencja
Obraz znajdował się w kolekcji książąt Osuny, których majątek został w dużej części roztrwoniony przez ich spadkobierców, zwłaszcza XII księcia Osuny Mariana Téllez-Girón. W 1896 w Madrycie odbyła się publiczna licytacja posiadłości i kolekcji dzieł sztuki należących do rodziny. Portret generała został zakupiony przez ministerstwo rozwoju z przeznaczeniem do kolekcji Muzeum Prado za 50 tys. peset.